# Слодкув
Слодкув (пол. Słodków) — село в Польщі, у гміні Турек Турецького повіту Великопольського воєводства.
Населення — 444 особи (2011).
У 1975-1998 роках село належало до Конінського воєводства.

## Демографія
Демографічна структура станом на 31 березня 2011 року:
|          | Загалом | Допрацездатний вік | Працездатний вік | Постпрацездатний вік |
| -------- | ------- | ------------------ | ---------------- | -------------------- |
| Чоловіки | 220     | 60                 | 140              | 20                   |
| Жінки    | 224     | 41                 | 148              | 35                   |
| Разом    | 444     | 101                | 288              | 55                   |